# Time Crisis 4
Time Crisis 4 es la cuarta entrega, sin contar los spin-off, de la franquicia Time Crisis, programada por Namco Bandai. Apareció primero en arcade en el año 2006 y fue convertido a PlayStation 3 a finales de 2007.

## Características (Arcade)
El sistema de juego no varía con respecto a las entregas anteriores, pero a su vez añade algunas novedades. El juego arcade original es un mueble con dos patallas individuales pero en las que transcurre la misma acción, ya que la segunda pantalla es la del segundo jugador. El jugador empuña una pistola óptica a una distancia adecuada de la pantalla (lo mismo para el segundo jugador). El avance del personaje es automático (lo que se le conoce como "avance por raíles"). Mientras el personaje avanza, el mensaje "Espera" aparece en pantalla indicando que el jugador no puede disparar aún. Cuando el personaje se refugie en una cobertura, aparece el mensaje "Acción". En ese momento, el jugador debe pulsar un pedal que hay situado a sus pies para que su personaje se some por la cobertura y proceder a disparar a los enemigos que tiene delante. Para recargar el arma, hay que soltar el pie del pedal para que el personaje vuelva a cubrirse y volverlo a pulsar para volver a disparar. Cada fase de acción tiene un tiempo límite para eliminar a los enemigos en pantalla. Si se da el caso de que se agote, el jugador pierde un punto de impacto (vida).
El arma principal es una pistola de 9mm, pero el jugador puede cambiar de arma, mientras está refugiado en la cobertura pulsando el gatillo fuera de pantalla, a una escopeta, ametralladora y lanzagranadas (una característica que ya apareció en el anterior Time Crisis 3). A diferencia de la pistola estándar (que posee munición infinita), las armas secundarias tienen una munición limitada. Para conseguir más munición, el jugador debe eliminar a unos enemigos concretos vestidos de amarillo que aparecen en el juego. Por cada disparo certero, se recibe una cantidad de munición de una de las tres armas mencionadas de forma aleatoria.
Time Crisis 4 está estructurado en tres fases diferenciadas (cuatro si contamos el prólogo, que también es jugable). El jugador 1 controla a Giorgio Bruno, y el jugador 2 asume el papel de Evan Bernard. Ambos jugadores siguen el mismo recorrido, ya que van juntos, aunque las posiciones de disparo (coberturas) son diferentes para ambos. Una de las novedades del juego es la posibilidad de jugar en fases de acción en dos o tres pantallas. En determinados puntos, el jugador se verá acorralado por enemigos por todos los flancos. En ese momento se activa la batalla de dos/tres pantallas. En vez de desarrollarse la acción en una zona, el jugador debe mover la pistola hacia la izquierda o a la derecha para mover la cámara y eliminar a los enemigos que tiene a ambos lados.

## Características y añadidos de la versión de Playstation 3

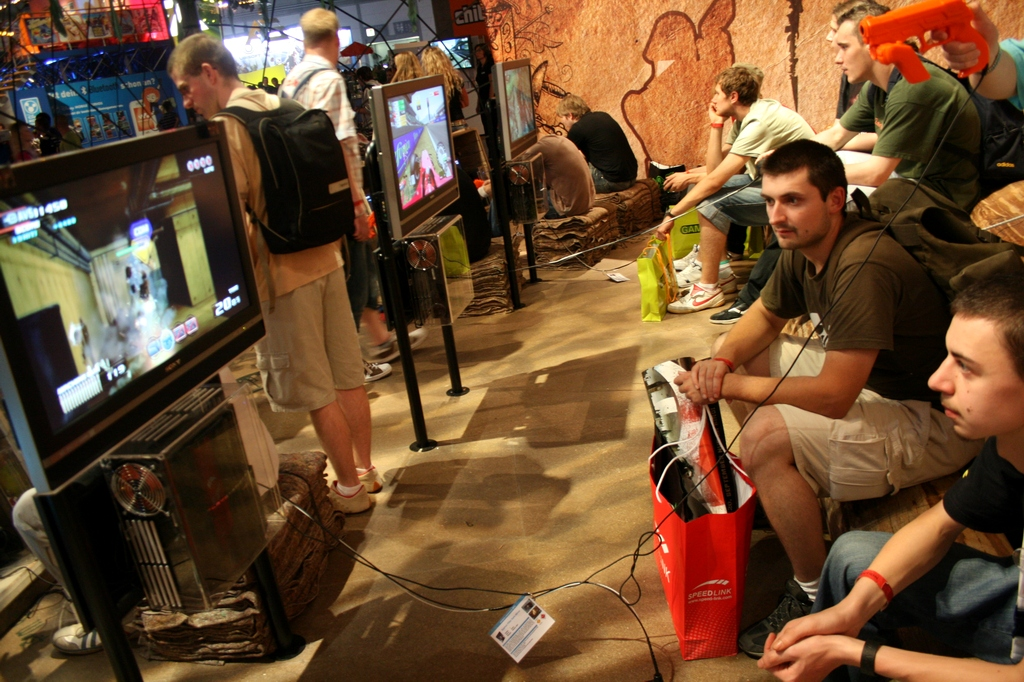
Time Crisis 4 para Playstation 3.

Las características jugables de la versión arcade original se mantienen en la versión de PlayStation 3. Las novedades con respecto al arcade original son nuevos modos de juego, que se detallan a continuación:
- Modo Arcade (Historia): Permite jugar al mismo modo de juego visto en el arcade original. Pueden jugar uno o dos jugadores.
- Modo Misión completa: Exclusivo modo de juego donde el jugador toma el papel del capital William Rush en una aventura paralela a la original, pero a la vez complementaria (se puede decir que amplía la historia central del modo de juego principal). En este modo, la jugabilidad cambia radicalmente, volviéndose un shooter en primera persona convencional, pero jugando con la pistola GunCon 3, con una duración mayor, escenarios exclusivos y nuevos vídeos. El jugador tiene un control total sobre el personaje (al contrario del modo original), excepto en las fases donde aparecen los protagonistas Giorgio y Evan, que se juegan con el mismo sistema "sobre raíles" del original.
- Modo Mini-juegos: Este modo posee dos sub-modos de juego (uno de ellos oculto en un principio):
  - Mini-juegos: Propone 18 pruebas de puntería con dificultad ascendente, acertando a dianas móviles.
  - Misión Crisis: Unas misiones paralelas a la aventura principal, y que argumentalmente transcurren antes de que empiece el juego, ya que son las pruebas de entrenamiento que tuvieron que pasar Evan y Giorgio para ser agentes del VSSE. Las misiones son de dificultad considerable y siempre consisten en abatir enemigos en un tiempo concreto, evitar bajas civiles, matar a un número concreto de enemigos de un solo disparo, etc.

## Versión de Playstation 3 (Lanzamiento)

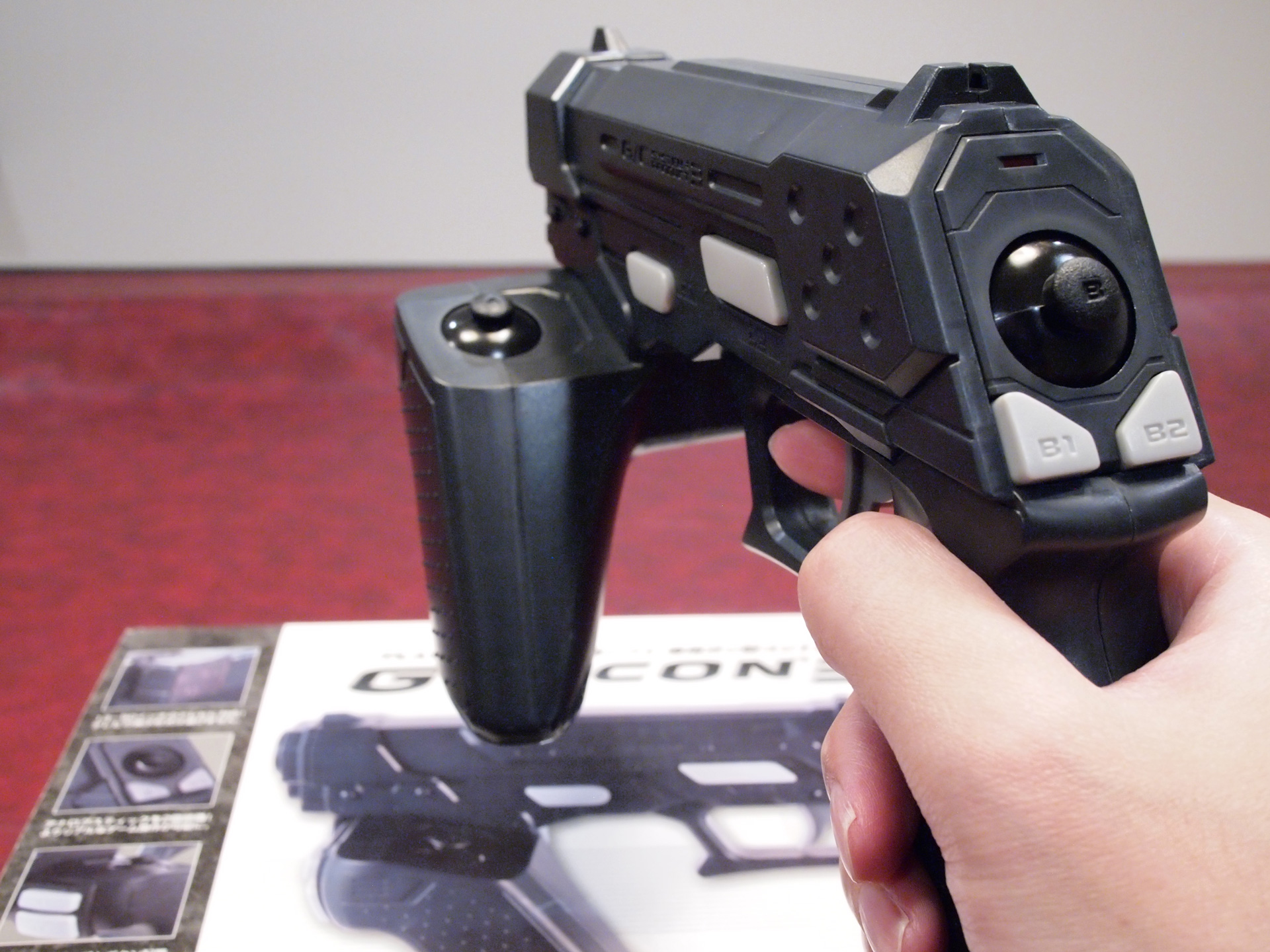
GunCon 3.

Time Crisis 4 está disponible sólo en la consola PlayStation 3. Se vende conjunta e inseparablemente con la nueva pistola oficial de Sony, denominada GunCon 3. Las fechas de lanzamiento fueron las siguientes:
- Estados Unidos: 20 de noviembre de 2007
- Japón: 20 de diciembre de 2007
- Europa: 18 de abril de 2008
- Australia: 28 de abril de 2008

La versión europea de Time Crisis 4 de PlayStation 3 posee voces y textos en inglés, francés, alemán, italiano y castellano. Años más tarde, el 4 de noviembre de 2010, Time Crisis 4 fue incluido dentro del recopilatorio Time Crisis: Razing Storm, también para la consola PlayStation 3, aunque sólo está disponible el modo arcade para uno o dos jugadores, con la posibilidad de jugar con el mando PlayStation Move, aparte de con la pistola GunCon 3.

## Recepción y crítica
Time Crisis 4 recibió en su momento críticas positivas y negativas casi a partes iguales, tanto por parte de la prensa especializada como por los propios jugadores, lo que dificulta el catalogar a este videojuego como "bueno" o "malo". Webs americanas como Game Informer otorgó al juego con una puntuación de 4,25/10, debido a su argumento poco interesante y un modo de juego en primera persona bastante mediocre.
Otras webs como IGN puntuó el juego con un 8/10, o Gamespot con un 5,5/10, ambas unas puntuaciones que pueden considerarse como buen juego (sobre todo IGN. Gamepro puntuó al juego con un 4/10, alegando que era un buen arcade de disparos que se juega igual que el original, pero posee una rejugabilidad muy limitada.
En España, webs como Meristation y Mundogamers puntuaron el juego con un 6/10, Viciojuegos.com con un 71/100 y Vandal con un 7,2/10, todas ellas con unas notas bastante altas, en las que sólo critican lo aparatosa que es de instalar la pistola (que no jugar con ella) y el acabado gráfico del juego, bastante inferior para lo que se espera de una consola como PlayStation 3.
Por parte de los jugadores, éstos han manifestado más quejas de la pistola GunCon 3 que del propio juego en si. La pistola debe conectarse a uno de los puertos USB de la consola PlayStation 3, y además deben colocarse unos sensores de movimiento sobre la televisión para calibrar el punto de mira del arma. Muchos jugadores creen que la pistola debería haberse hecho inalámbrica mediante Bluetooth, ya que otorgaría mayor flexibilidad a la hora de jugar y sería menos aparatoso el instalar la pistola.
El otro fallo grave que critican los jugadores es que el juego y la pistola se venden sólo en un mismo pack todo junto. Esto no tendría que ser realmente un problema, pero dado que el juego posee opción para dos jugadores, la única forma de tener otra pistola GunCon 3 es comprarse otro pack de Time Crisis 4 (juego + pistola), ya que la pistola no se vende por separado (el pack de juego + pistola tuvo un precio de salida de 89,90€). Debido a esto, muchos jugadores deben jugar uno con la pistola GunCon 3 y el segundo jugador usar un mando Sixaxis, que dificulta la jugabilidad al tener menos precisión. 
También relacionado con jugar con otra pistola, hay que mencionar el hecho de que para jugar con ella hay que conectarla a uno de los puertos USB y los sensores de movimiento en otro de los puertos USB. En una PlayStation 3 de 60 GB no hay ningún problema puesto que ese modelo posee cuatro entradas de puertos USB, por lo que puede conectarse la pistola y los sensores y aún sobran dos puertos más, pero en el resto de modelos (40, 80, 120, 160 y 250 GB) esto es un problema, pues estos modelos poseen sólo dos entradas USB, por lo que para jugar con otra pistola es obligatorio adquirir un concentrador USB para conectar otra pistola.